# Vipera walser
Espèce
Vipera walser est une espèce de vipères de la famille des Viperidae endémique des Préalpes du nord-ouest de l'Italie. Morphologiquement très proche de la Vipère péliade, cette population voit son statut controversé en raison d'une discordance génétique.

## Description

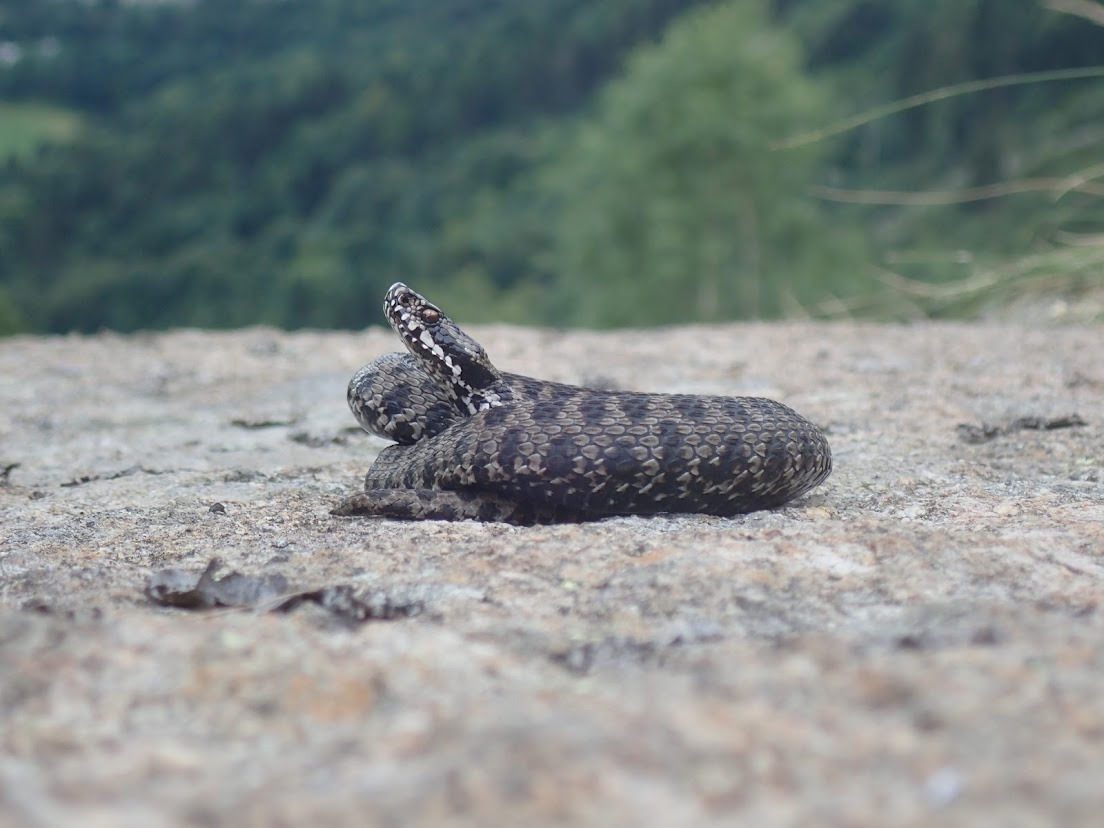
Vipera walser (Province de Biella, Italie)

Vipera walser est un serpent venimeux et vivipare qui peut facilement être confondu avec la Vipère péliade (Vipera berus). Elle s'en distingue essentiellement par un nombre généralement plus élevé d'écailles céphaliques. Sa coloration est très variable, certains spécimens présentant un motif dorsal typique en zigzag, d'autres un motif réduit de barres horizontales,.
Cette espèce semble pouvoir s'hybrider avec Vipera darevskii, Vipera dinniki, Vipera eriwanensis, Vipera kaznakovi et Vipera ursinii.

## Distribution
Vipera walser est endémique du nord-ouest de l'Italie. L'holotype a été récolté dans les Alpes de Bielle (it), un massif situé au nord de la ville de Biella, au sud-ouest des Alpes pennines,.
Cette vipère se rencontre dans des habitats ouverts à une altitude de 1 300 à 2 300 m dans des vallées à fortes précipitations. On la trouve principalement sur les pentes douces orientées vers le sud avec un faible couvert forestier,.

## Étymologie
L'épithète spécifique walser se réfère au peuple alpin germanophone Walser,.

## Taxonomie
Des années 1950 aux années 2010, cette population est considérée comme un isolat de Vipera berus. Des recherches phylogénétiques publiées en 2016 basées sur l'ADN mitochondrial suggèrent au contraire qu'elle est apparentée aux espèces caucasiennes du complexe Vipera ursinii-Vipera kaznakovi, ce qui étonne les herpétologues et pousse les auteurs à l'élever au rang d’espèce. Cependant, ce choix ne fait pas l'unanimité : il est autant approuvé que considéré comme prématuré. Des recherches phylogénétiques publiées en 2021 cette fois basées sur l'ADN nucléaire contredisent l'étude de 2016, assurant la proximité génétique de V. walser avec V. berus. La discordance entre les génétiques mitochondriale et nucléaire y est expliquée par une introgression ancienne entre V. berus et la population ancestrale de V. walser. De ce fait, le statut de cette population en tant qu'espèce reste incertain,. Il est suggéré qu'elle soit plutôt traitée comme une sous-espèce de Vipera berus sous le nom Vipera berus walser.

### Synonymie
- Vipera walser Ghielmi, Menegon, Marsden, Laddaga & Ursenbacher, 2016[2],[3]
- Vipera berus walser Sindaco & Razzetti, 2021[8],[3]

## Publication originale
- (en + fr + de) Samuele Ghielmi, Michele Menegon, Stuart J. Marsden, Lorenzo Laddaga et Sylvain Ursenbacher, « A new vertebrate for Europe: the discovery of a range-restricted relict viper in the western Italian Alps », Journal of Zoological Systematics and Evolutionary Research, Wiley-Blackwell, vol. 54, no 3,‎ 22 juin 2016, p. 161-173 (ISSN 0947-5745 et 1439-0469, OCLC 45232394, DOI 10.1111/JZS.12138, lire en ligne).